# Рон Пол
Рональд Ернст «Рон» Пол, M.D. (нар. 20 серпня 1935) — американський політик, конгресмен від Республіканської партії, лікар, автор бестселерів, двічі висувався кандидатом на вибори Президента США від округу Лейк Джексон, штат Техас. Засновник організації Кампанія за Свободу (англ. Campaign for Liberty).

## Політичні погляди
Рона Пола називають консерватором, конституціоналістом, та лібертаріанцем. Він поділяє погляди Австрійської школи економіки; ним написано шість книжок на цю тему, на стінах його кабінету висять фото Фрідріха Гайєка, Мюррея Ротбарда та Людвіга фон Мізеса (та Гровера Клівленда). Він голосує проти майже всіх пропозицій збільшення урядових витрат, ініціатив, або податків; йому належить дві третини одиночних голосувань «проти» в Конгресі протягом 1995—1997 років. Він дав обіцянку ніколи не збільшувати податки та стверджує, що жодного разу не голосував на користь бюджетного дефіциту.
20 лютого 2010 конгресмен Рон Пол вибраний за підсумками попереднього голосування, проведеного серед членів Республіканської партії США, кандидатом на посаду президента на виборах 2012 року

### Погляди стосовно України
Після успіху протестів Помаранчевої революції у 2004 році, які сприяли поразці Віктора Януковича на президенських виборах, Пол звинуватив Національний фонд підтримки демократії у тому що він сприяв проведенню військового перевороту в Україні.
2014 року він підтримав російський псевдо референдум у Криму, і заявив що «Крим мав право приєднатися до Росії» і виступив проти санкцій США щодо РФ. У 2015 році він засуджував тиск на Росію через анексію Криму та початоку війни на сході України.
У травні 2022 року його син, Ренд Пол тимчасово загальмував виділення Україні військової допомоги у розмірі $40 млрд.
Інститут Рона Пола — організація, яка також послідовно займає проросійську позицію і в поясненнях причин російсько-української війни, і в пошуку її винуватців. В Інституті Рона Пола слово «президент», згадуючи Володимира Зеленського, пишуть у лапках, натякаючи на його нелегітимність.

### Зовнішня політика
Пол відомий противник війни в Іраку та прихильник зовнішньої політики невтручання згідно з традицією Джорджа Вашингтона та Томаса Джеферсона. Пол голосував проти резолюції по війні в Іраку та підтримує ідею термінового виведення військ. Підтримка ідей політики невтручання заходить так далеко, що він агітує за вихід з НАТО, ООН та СОТ, така позиція викликала звинувачення в прихильності до ізоляціонізму. Однак, Пол рішуче виступає проти ізоляціонізму та висловлюється на користь «потужної Америки, яка веде відкриту торгівлю з іншими країнами, спілкується з ними, підтримує дипломатичні відносини». Він також наголошує, що схиляється до традицій Республіканської партії, подібно до президента Ейзенхауера, котрий у безнадійних ситуаціях одразу ж виводив війська. Також, він нагадує, що Джордж Буш на виборах 2000 року виступав за дотримання принципів невтручання у зовнішній політиці та проти військових операцій з метою «створення націй».

### Економіка та фінанси
Пол називає себе прихильником вільного ринку в розумінні Австрійської школи економіки. На меті його політичної діяльності стоїть дерегулювання економіки та помірні податки. Зокрема, він пропонує закрити Федеральне податкове бюро (англ. Ineternal Revenue Service) та Федеральну резервну систему. Також він виступає за скасування податку на доходи. Виступає за скорочення державних видатків. Підтримує ідею повернення до золотого стандарту.

### Внутрішня політика
Пол вважає, що на меті громадянської війни в США було не скасування рабства. Він стверджує, що визволити рабів можна було шляхом викупу, в такий спосіб можна було б уникнути істотних втрат.